# Кудерей (містечко, Вісконсин)
Кудерей (англ. Couderay) — місто (англ. town) в США, в окрузі Соєр штату Вісконсин. Населення — 393 особи (2020).

## Демографія
Згідно з переписом 2010 року, у місті мешкала 401 особа в 161 домогосподарстві у складі 108 родин. Було 267 помешкань
Расовий склад населення:
| - 57,9 % — корінних американців - 37,9 % — білих |

До двох чи більше рас належало 4,2 %. Частка іспаномовних становила 1,0 % від усіх жителів.
За віковим діапазоном населення розподілялося таким чином: 24,2 % — особи молодші 18 років, 60,1 % — особи у віці 18—64 років, 15,7 % — особи у віці 65 років та старші. Медіана віку мешканця становила 43,5 року. На 100 осіб жіночої статі у місті припадало 97,5 чоловіків;  на 100 жінок у віці від 18 років та старших — 105,4 чоловіків також старших 18 років.
Середній дохід на одне домашнє господарство  становив 38 395 доларів США (медіана — 24 250), а середній дохід на одну сім'ю — 57 188 доларів (медіана — 35 417). Медіана доходів становила 28 125 доларів для чоловіків та 21 250 доларів для жінок. За межею бідності перебувало 43,0 % осіб, у тому числі 57,0 % дітей у віці до 18 років та 22,5 % осіб у віці 65 років та старших.
Цивільне працевлаштоване населення становило 175 осіб. Основні галузі зайнятості: мистецтво, розваги та відпочинок — 29,7 %, освіта, охорона здоров'я та соціальна допомога — 14,9 %, роздрібна торгівля — 12,0 %.